# Rottal (Adelsgeschlecht)

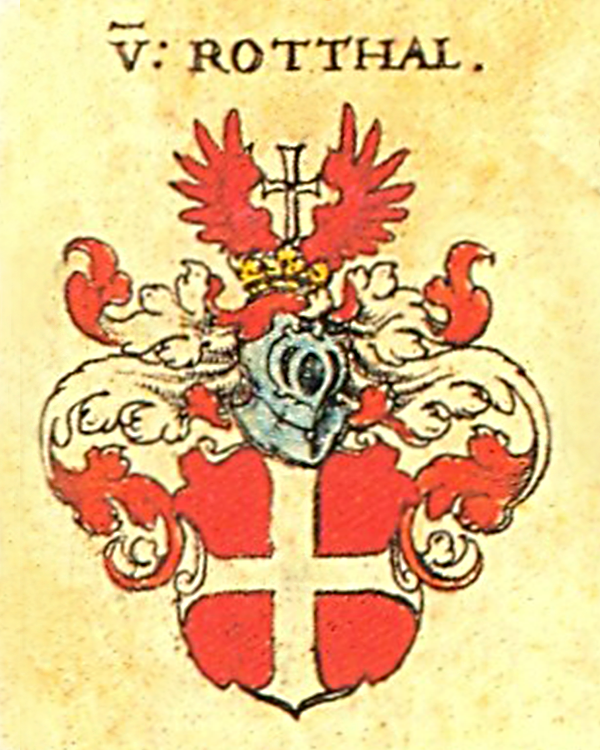
Stammwappen derer von Rotthal, zwischen 1701 und 1705, nach Siebmachers Wappenbuch

Rottal (auch Rotthal, Rothal) ist der Name eines alten Adelsgeschlechts aus der Steiermark in Österreich.

## Familiengeschichte

### Ursprung

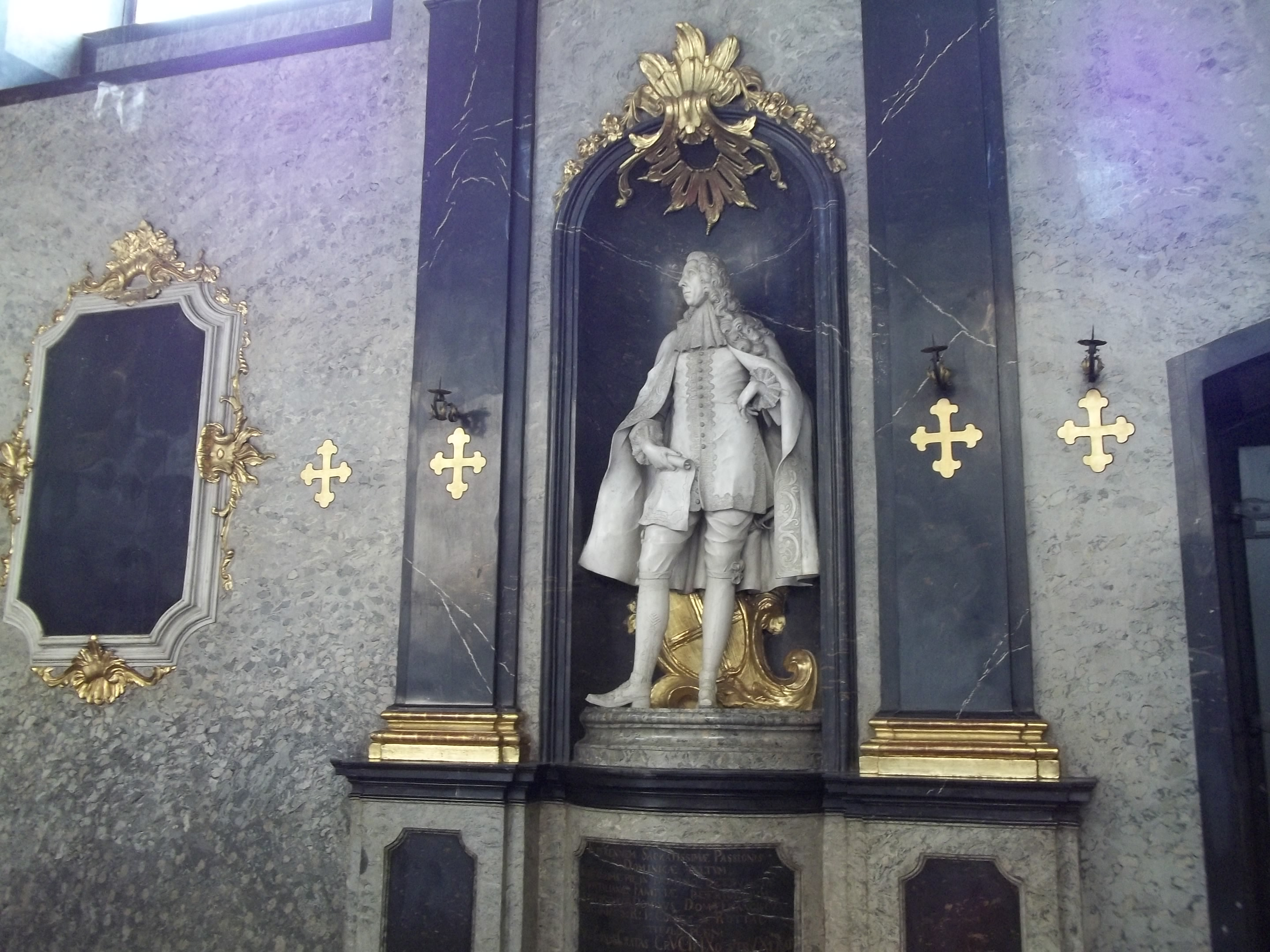
Standbild des Grafen Franz Anton Rottal in der Schwarzen Kapelle von Holešov

Die Stammreihe beginnt mit Thoman dem Rottaler (* ?; † 1479), Stadtrichter in Graz. Die Rottal hatten lange Zeit das obriste Erb-Silber-Kämmerer-Amt in der Steiermark inne. Georg von Rottal (* um 1460; † 1526), Freiherr von Thalberg, obrister Landhofmeister der niederösterreichischen Lande hatte eine Tochter Barbara (* 1500/1501; † 1550). Diese war vermutlich eine uneheliche Tochter Kaiser Maximilians I. Sie heiratete 1515 im Rahmen des Wiener Fürstentags den steirischen Landeshauptmann Siegmund von Dietrichstein aus der Familie derer von Dietrichstein aus Kärnten, Österreich.
Johann Jacob von Rottal erwarb 1611 die mährische Herrschaft Napajedla. Er und sein Sohn Johann Anton standen als Katholiken während des Dreißigjährigen Krieges auf der Seite des Kaisers. Nach der Schlacht am Weißen Berg konnten sie ihren Besitz stark erweitern. Den größten Ruhm erreichte Johann Anton von Rottal als Landeshauptmann von Mähren, eines der drei historischen Länder Tschechiens. Er schlug 1644 den Aufstand der Walachen nieder und setzte mit harter Hand die Rekatholisierung durch. Er begründete den Reichtum der Familie, hatte aber keine männlichen Nachkommen. Das Erbe fiel daher an seinen Vetter Johann Christoph von Rottal (* ?; † 1699) und dessen Nachkommen.

### Nobilitierung und Ende der Familie
Johann von Rotthal wurde am 22. Oktober 1649 in den Grafenstand erhoben. Der letzte in männlicher Linie war Graf Franz Anton Rottal (* 1690; † 1762). Er war ein großer Förderer von Kunst und Kultur, ließ seine Schlösser barock ausbauen und beschäftigte auf Schloss Holesov in  Holešov eine berühmte Musikergruppe.
Der Komponist Eustachio Bambini (* 1697; † 1770) aus Pesaro schuf für das dortige Opernhaus eine Fassung des Artaserse von Metastasio. An die Kirche von Holesov ließ er die Schwarze Kapelle als Grablege für sich und seine Frau anbauen und von Gottfried Fritsch ausstatten.
Da sein einziger Sohn Ferdinand Josef bereits verstorben war, wurden nach dem Tod von Franz Anton im Jahre 1762 die reichen Familiengüter unter seinen Töchtern und Nichten aufgeteilt. Marie Anna und deren Mann Franz Adam von Lamberg erhielten die Herrschaft Kvasice. Maria Amalia erhielt die Herrschaft  Bistriz. Sie war verheiratet mit Gian Giacomo Leonardi Montelabate della Rovere. Maria Anna erhielt die Herrschaft Napajedla. Sie heiratete den Grafen Guidobald von Dietrichstein.
Da die Kinder der letzteren vorher verstorben waren, fiel der Besitz Napajedl an ihre Nichte Maria Theresia Gräfin Montelabate. Sie vermählte sich mit dem Grafen Johann Ludwig von Cobenzl.
Maximiliane von Rottal war mit Franz Leopold von Nádasdy verheiratet. Sie erhielt die Herrschaft Holešov.

### Stammliste
1. Thomas von Rottal (* ?; † 1479)
  1. Georg von Rottal (* ?; † 1525)
    1. Barbara von Rottal (* 1500/01?  † 1550?); Mutter von Adam von Dietrichstein[7]

  2. Thomas von Rottal (* ?  † ?)
    1. Wilhelm von Rottal (* ?; † ?)
      1. Wilhelm von Rottal (* 1520; † 1610)
        1. Georg Christoph von Rottal (* ?; † ?) ⚭ Maria Magdalene von Teuffenbach
          1. Georg Julius von Rottal (* ?; † ?) ⚭ Eleonora von Galler
            1. Johann Christoph von Rottal (* 1635;  † 1699) 1.⚭ Maria Isabella von Eibeswald; 2. ⚭ Maria Susanna Gräfin Kuefstein
              1. Johann Sigismund von Rottal (* ?; † 1717) ⚭ Maximiliana Beatrix von Liechtenstein
                1. Franz Wilhelm von Rottal (* 1683; † 1709) ⚭ Maria Magdalena von Herberstein
                  1. Adam Joachim von Rottal (* 1708; † 1746) ⚭ Maria Josepha von Sternberg
                    1. Maria Anna von Rottal (* 1738; † 1795) ⚭ Franz Adam von Lamberg

                2. Franz Anton Graf von Rottal (* 1690; † 1762) ⚭ Cäcilia von Trautmannsdorff
                  1. Maria Amalia von Rottal (* 1719; † 1798) ⚭ Gian Giacomo Leonardi Montelabate della Rovere[8]
                  2. Maximiliane von Rottal (* 1721; † 1756) ⚭ Franz Leopold von Nádasdy
                  3. Ferdinand Josef von Rottal (* 1722; † vor 1762)
                  4. Maria Anna von Rottal (* 1727; † 1767) ⚭ Guidobald von Dietrichstein-Nikolsburg

      2. Johann von Rottal (* ?; † ?)
        1. Johann Jakob Freiherr von Rottal (* ?; † ?)
          1. Johann von Rottal (* 1605; † 1674), mährischer Landeshauptmann und katholischer Adeliger
            1. Eleonora ⚭ Ferdinand Ernst von Waldstein

(Stammliste vereinfacht nach Hübner)

## Nachleben
Die Familie Rottal hatte im Norden von Graz umfangreiche Besitzungen, zu denen auch die Rottalmühle gehörte, die bis 1905 in Betrieb war. Eine Gasse in der Nähe, im Bezirk Geidorf, heißt seit 1930 Rottalgasse.

## Besitzungen

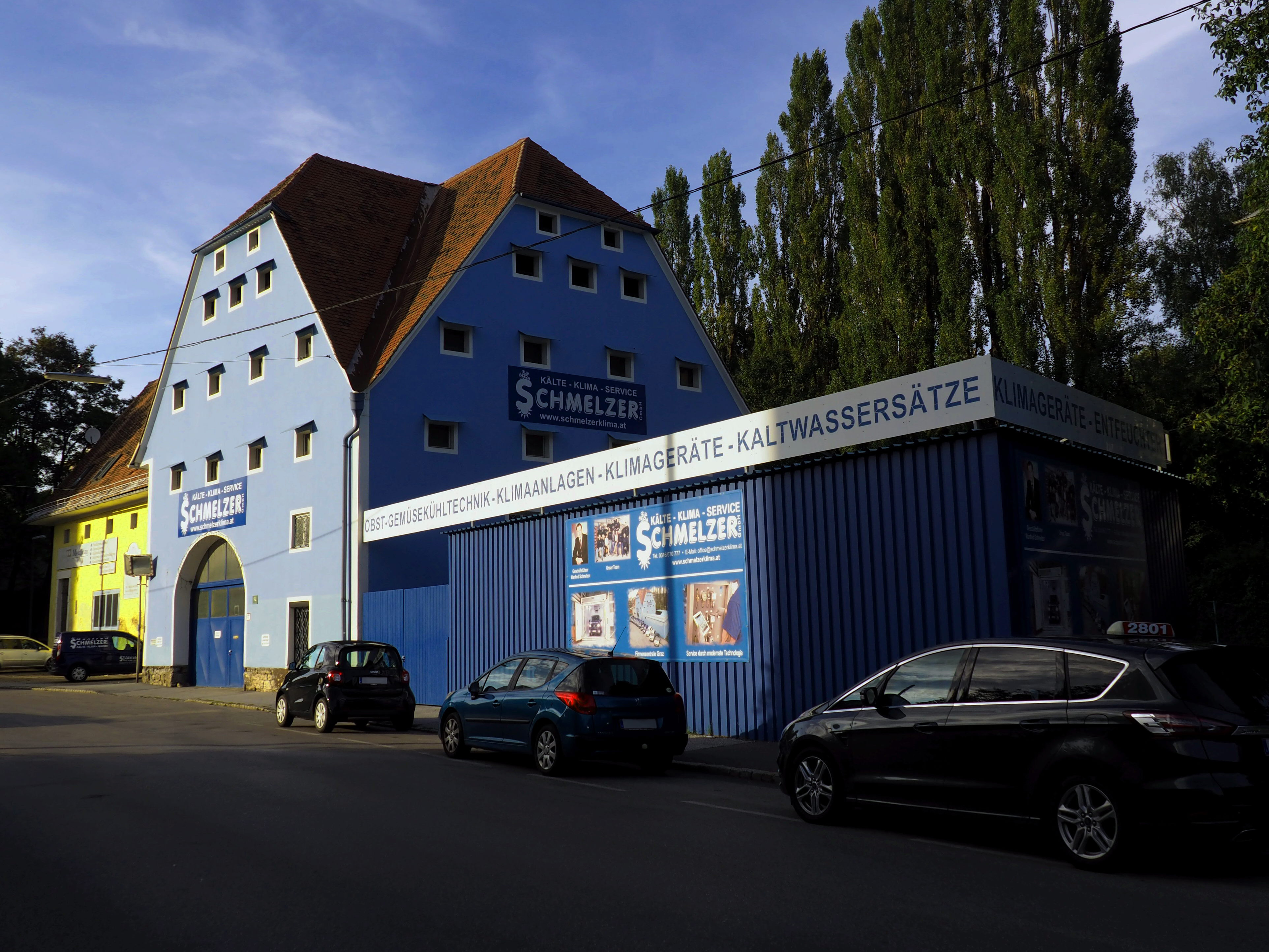
Ehemalige Rottalmühle in Graz-Geidorf
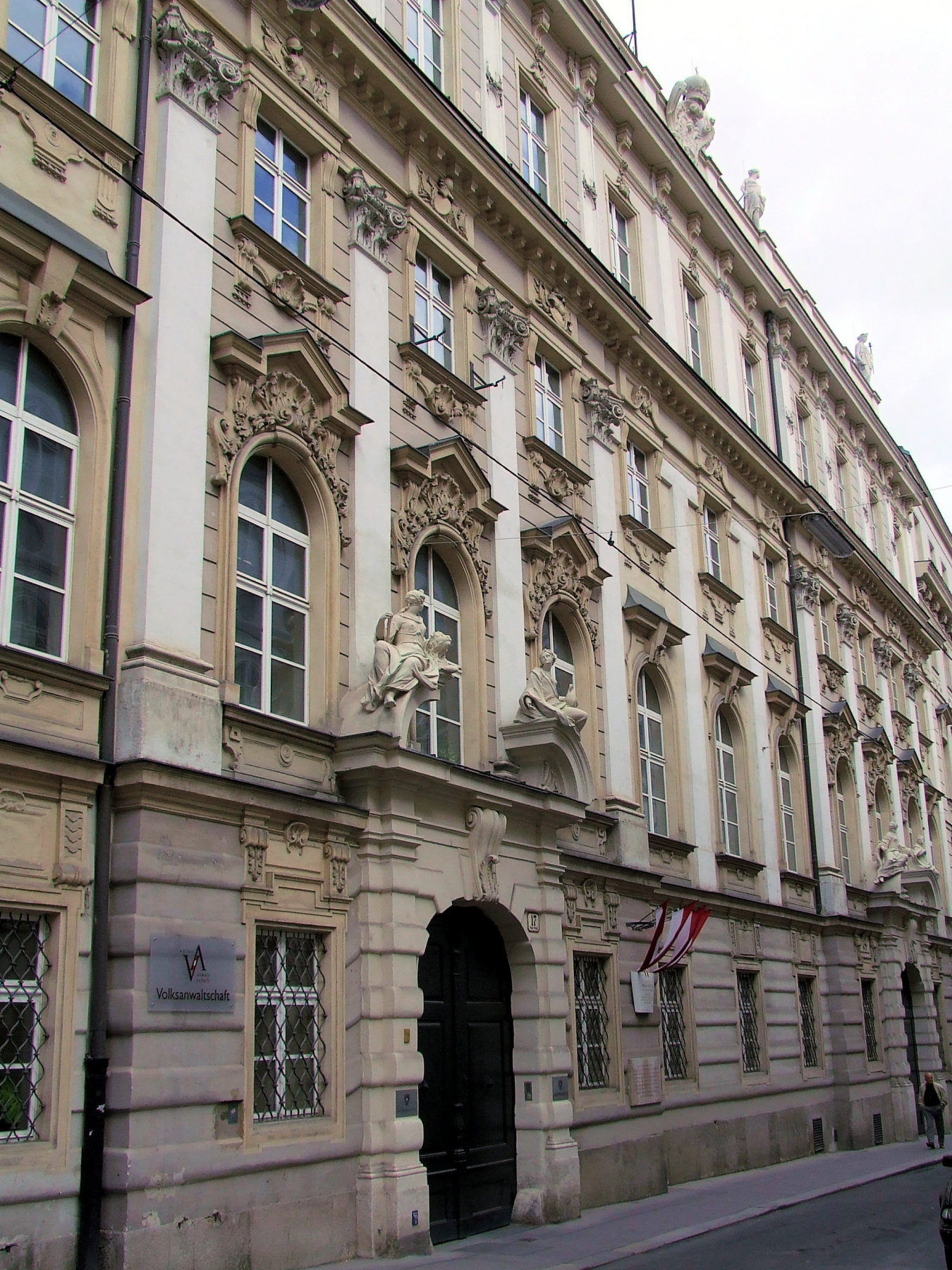
Palais Rottal in Wien
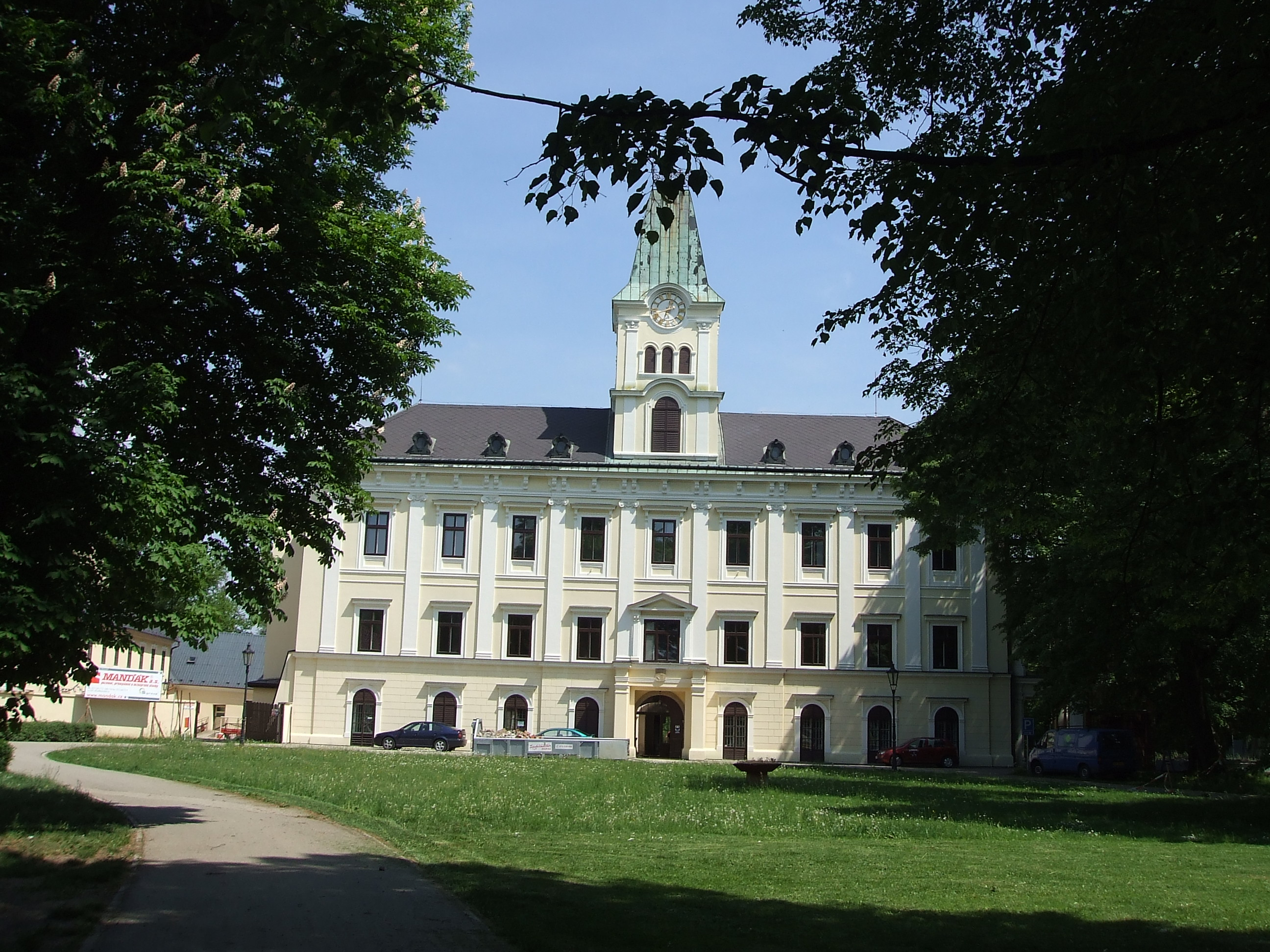
Schloss Kvasice
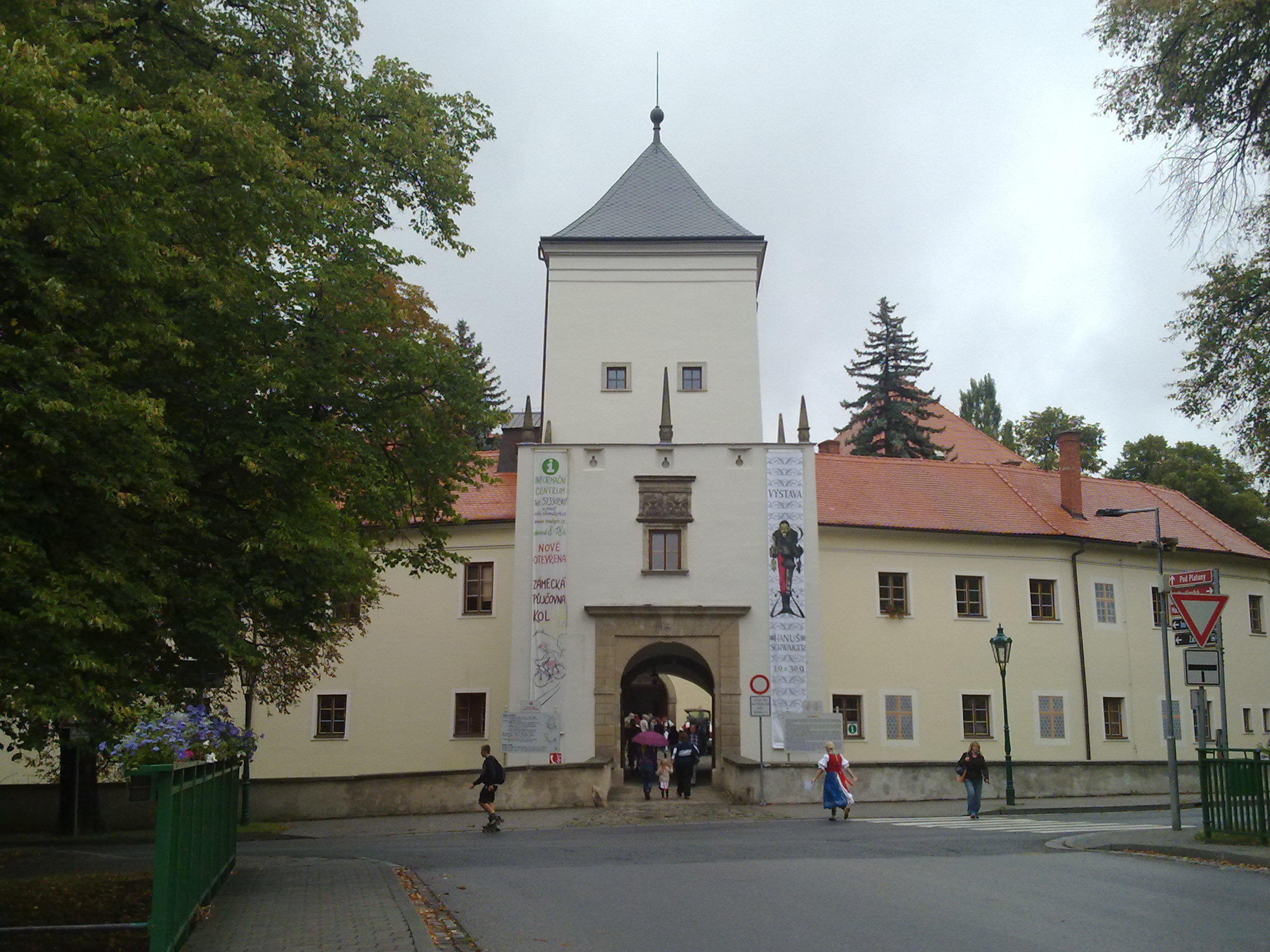
Schloss Bistriz
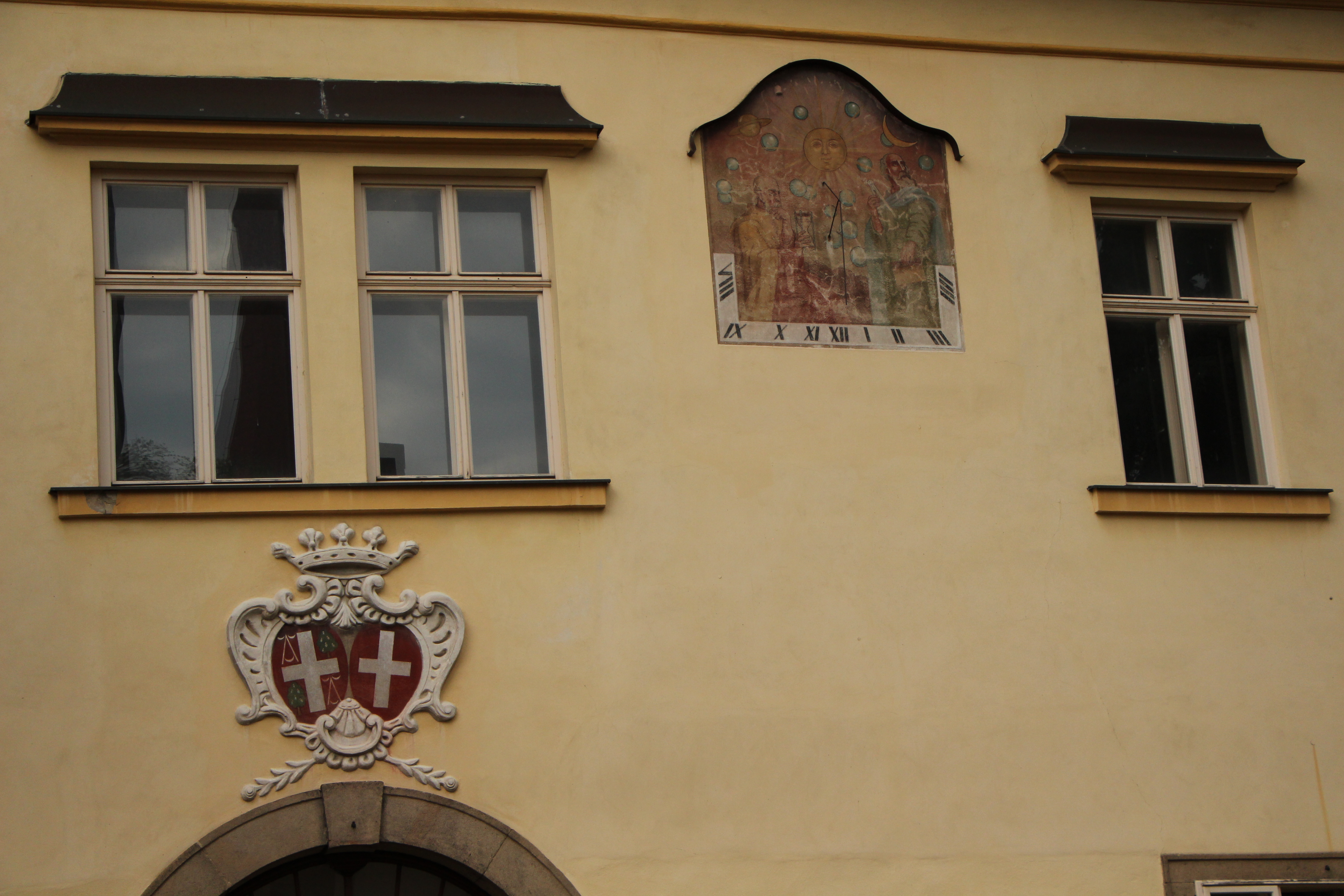
Allianzwappen der Montelabate und der Rottal über dem Eingangstor von Schloss Bistriz
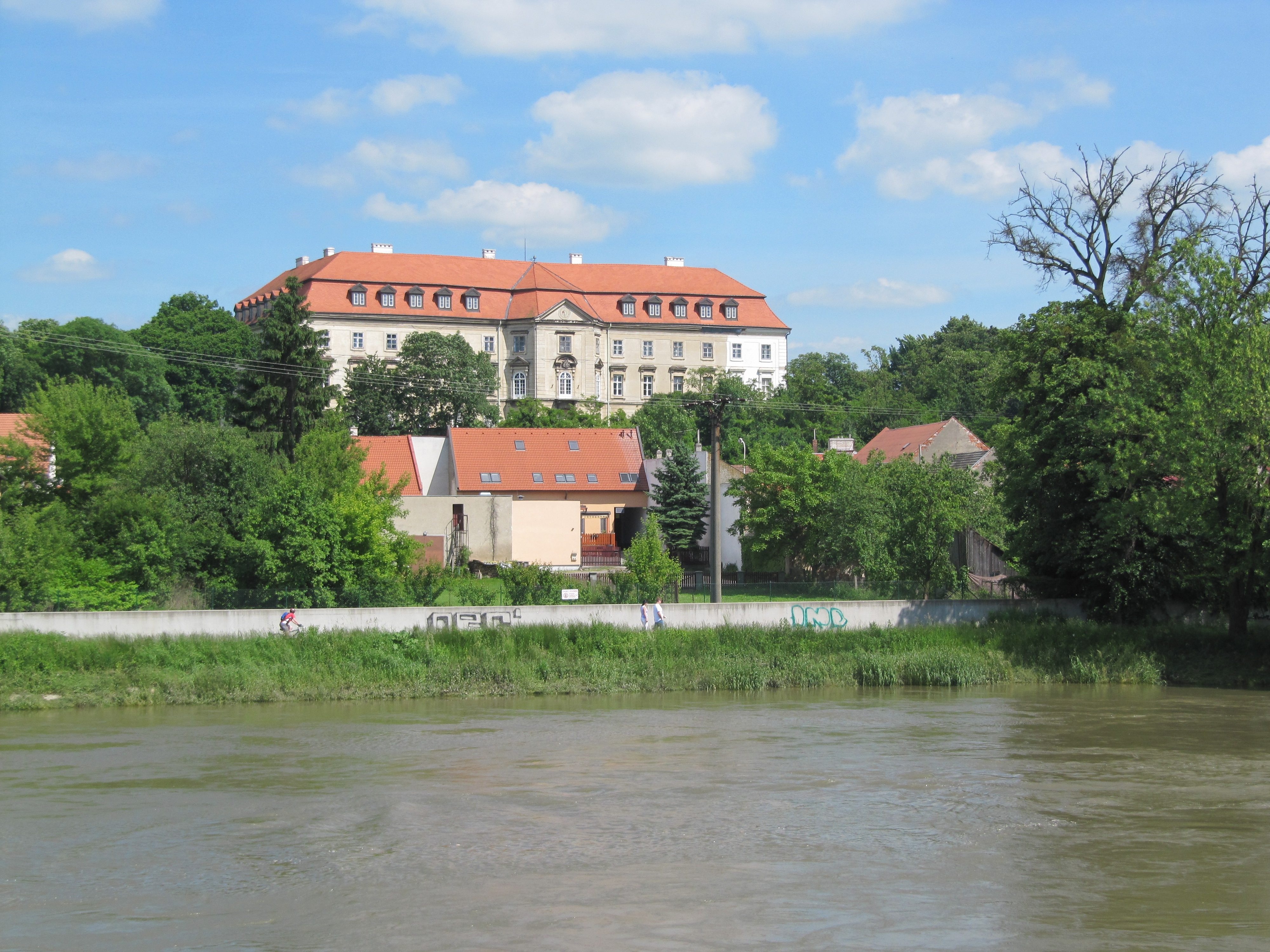
Schloss Napajedl
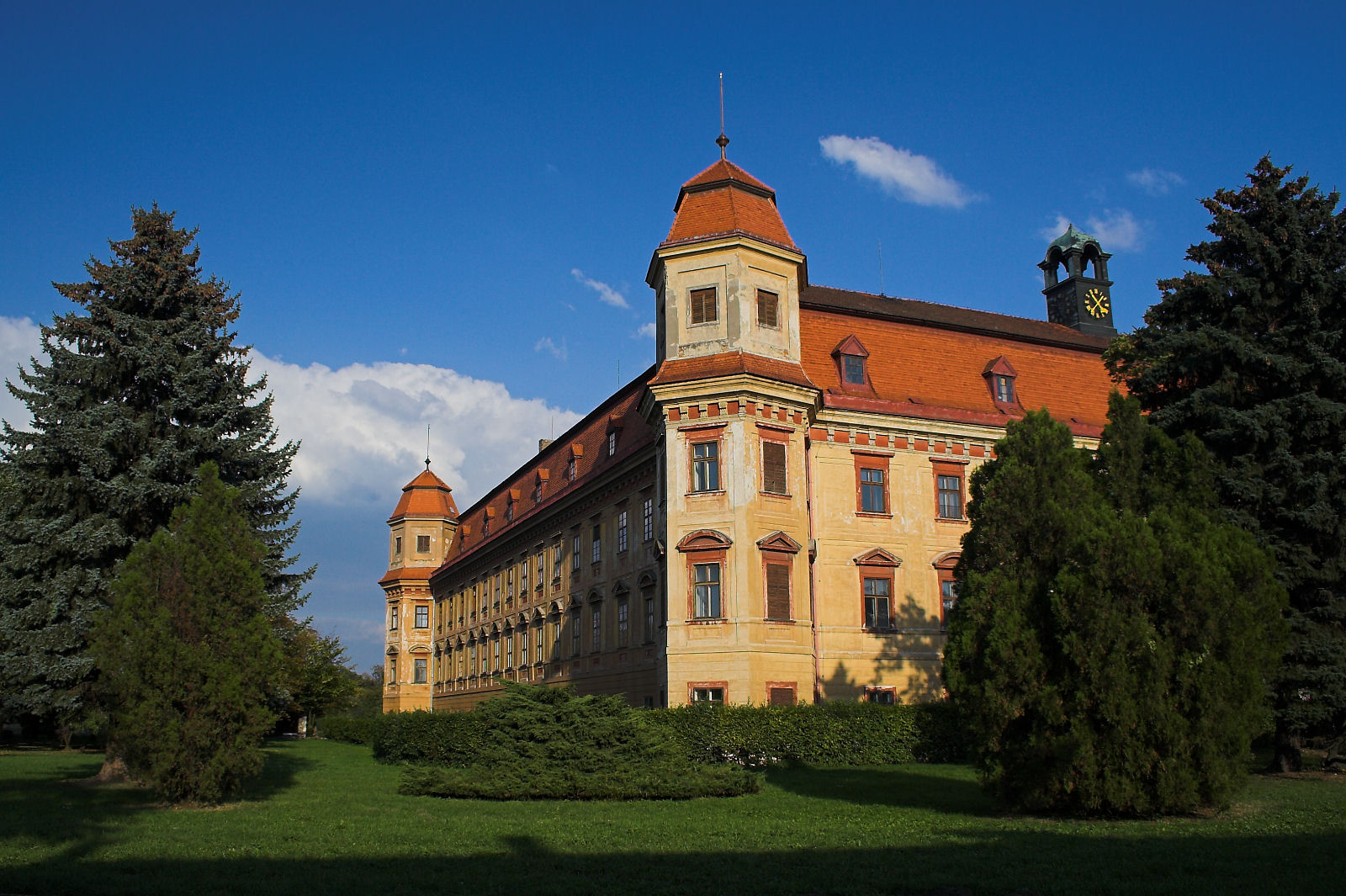
Schloss Holešov

## Wappen

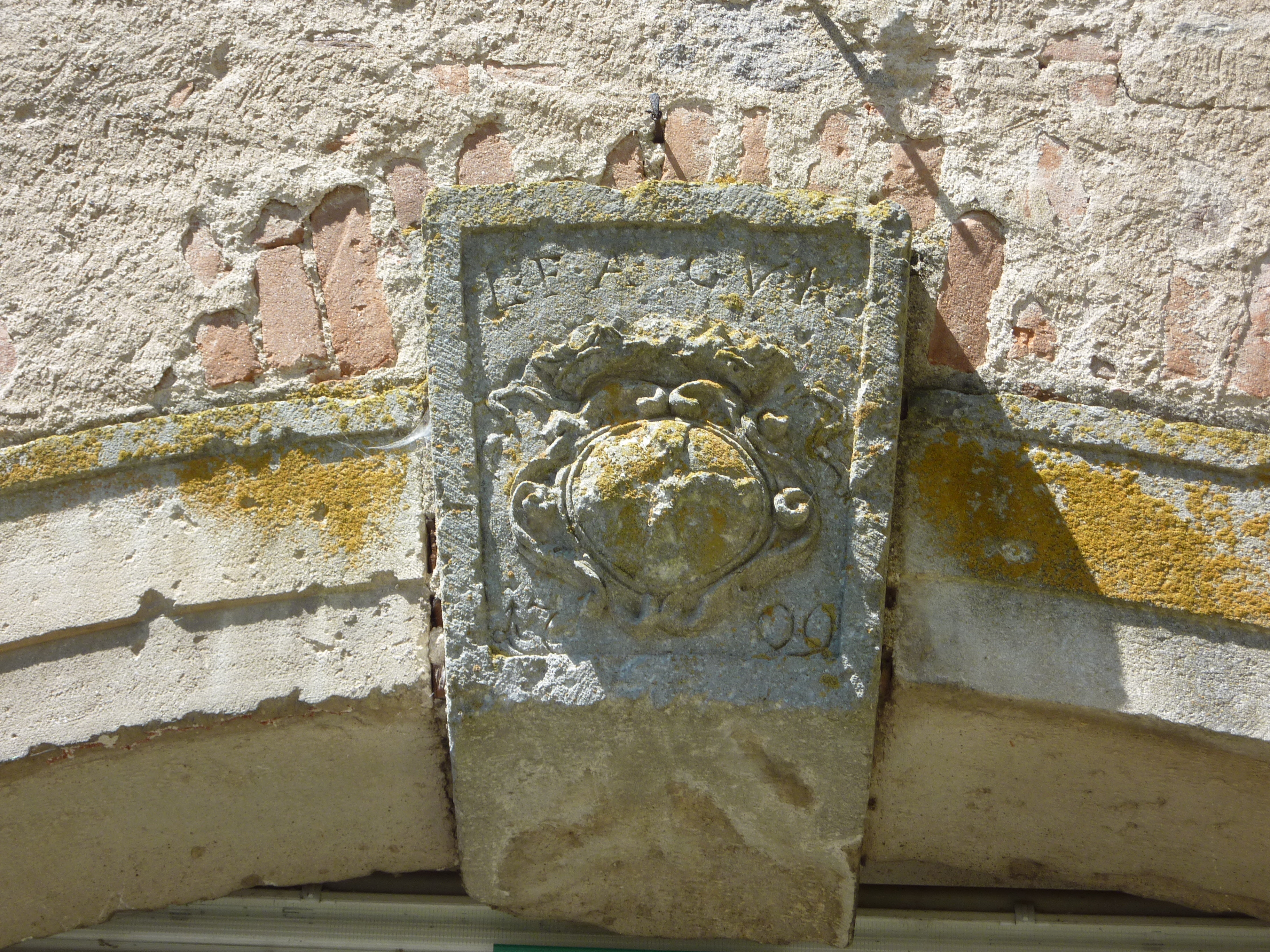
Stammwappen derer von Rotthal (bez. 1709) über dem Portal zum Nordturm, Burgruine, Gars am Kamp, Niederösterreich

Blasonierung: Das Stammwappen derer von Rottal zeigt in rot ein silbernes Tatzenkreuz; als Kleinod das weiße Kreuz zwischen rotem offenem Flug; die Helmdecken in rot - weiß.
Es gab auch die Variante mit einem schräg rechten Andreaskreuz statt des stehenden Tatzenkreuzes.